# Винфилд (Западна Вирџинија)
Винфилд (енгл. Winfield) град је у америчкој савезној држави Западна Вирџинија.

## Демографија
По попису из 2010. године број становника је 2.301, што је 443 (23,8%) становника више него 2000. године.
| Група             | 2000.         | 2010.         |
| Белци             | 1.835 (98,8%) | 2.185 (95,0%) |
| Афроамериканци    | 4 (0,2%)      | 28 (1,2%)     |
| Азијати           | 4 (0,2%)      | 16 (0,7%)     |
| Хиспаноамериканци | 8 (0,4%)      | 26 (1,1%)     |
| Укупно            | 1.858         | 2.301         |